# 宋秩銘
宋秩銘，台灣廣告業界知名人物。
宋秩銘1974年畢業於淡水工商管理專科學校，進入國華廣告公司。1980年進入國泰建業集團擔任協理。1985年，國泰與奧美共同創立台灣奧美公司，宋秩銘擔任總經理。1991年，赴大陸成立中國奧美廣告公司並擔任副董事長。1993年，擔任奧美整合行銷傳播集團大中華區董事長。1995年，擔任奧美國際董事。2003被評為中國「十大廣告經理人」。
2006年，獲《天下雜誌》評選為影響台灣的200位人物之一。